# Taponnat-Fleurignac

Taponnat-Fleurignac este o comună în departamentul Charente, Franța. În 2009 avea o populație de 1466 de locuitori.